# Мати Јервинен
Мати Хенрики Јервинен (фин. Matti Henrikki Järvinen; Тампере, 18. фебруар 1909 — Хелсинки, 22. јул 1985) бивши је фински атлетичар, који се такмичио у бацању копља. Олимпијски је победник и рекордер, светски рекорд је порављао 10 пута, а европски првак био два пута.

## Биографија
Мати Јервинен одрастао је у спортској породици. Његов отац, Вернер Јервинен, победио је на Олимпијским међуиграма 1906. у бацању диска као први фински спортиста на великом међународном такмичењу, а на Олимписким играма 1908. у Лондону, олимпијски победник. Старија браћа Акилес (1905) и Кале (1903) били су олимпијци. Успешнији је био Акилес као двоструки сребрни на ЛОИ у десетобоју, и светски рекордер.
Мати се такмичио од 15. године. На првом такмичењу у бацању копља, постигао је обећавајући резултат 54,26 м. Убрзо је постао жртва епикондилитиса (бацачки, тениски и голферски лакат), напустио је бацање копља и прешао на друге спортске активности, као што су скијашке трке или песапалло (фински бејзбол). Током служења војске 1929. поново открива првобитну дисциплину, учествовао је на неколико такмичења и победио у девет од десет такмичења, укључујући и финска првенства. Његов најбољи резултат био је 66,75 м.
Током лета 1930. направио серију изузетних резултата. На такмичењу у Виборгу 8. августа, побољшао је светски рекорд Швеђанина Ерика Лундквиста за 56 цм бацивши копље на 71,57 м. Затим је три пута сукцесивно поправљао свој рекорд бацањимам 71,70 м у Тампереу, 71,88 м у Вааси и на крају 72,93 м у септембру у Виборгу. Без значајнијих резултата 1931. Јервинен, 27. јуна 1932. у Турку, поново баца преко светског рекорда са 74,02 м. Изабран је у финску репрезентацију за Летње олимпијске игре 1932. јер је лако победио на такмичењу за улаза за репрезентацију са 72,71 м, скоро три метра испред сународника Матија Сипале.
Године 1933. Јервинен побољшава још три пута светски рекорд у бацању копља: 74,28 м 25. маја у Микели, 74,1 м 7. јуна у Вааси, а 76,10 м 15. јуна у Хелсинкију. На 1. Европском првенству у Торину 1934., Јервинен осваја златну медаљу са новим светским рекордом 76,66 м победивши свог зенљака Мати Сипалу. Године 1936. Мати Јервинен поставља свод десети и коначни светски рекордје 77,23 метара 18. јуна у Хелсинкију.
Победник са Олимпијских игара из 1932. није могао бранити своју титулу 1936. у Берлину због повреде. У свом најбољем издању, био је и 1937. (76,47 м), али види да је добио конкуренцију у свом земљаку Ирју Никанену, сребрним на Берлинским играма и власнику новог најбољег светског резултата 25. августа 1938. са 77,87 м. Јарвинен ипак на дозвољава да га млађи победи и побеђује га на Европском првенству Паризу 1938. освајајући злану медаљу са 76,47 м.

## Светски рекорди
| Резултат | Датум               | Место    |
| -------- | ------------------- | -------- |
| 71,56 м  | 8. август 1930.     | Виборг   |
| 71,70 м  | 17. август 1930.    | Тампере  |
| 71,88 м  | 31. август 1930.    | Васа     |
| 72,93 м  | 14. септембар 1930. | Виборг   |
| 74,02 м  | 27. јун 1932.       | Турку    |
| 74,28 м  | 25. мај 1933.       | Микели   |
| 74,61 м  | 7. јун 1933.        | Васа     |
| 76.10 м  | 15. јун 1933.       | Хелсинки |
| 76,66 м  | 7. септембар 1934.  | Торино   |
| 77,23 м  | 18. јун 1936.       | Хелсинки |